# Episodi di Bordertown (serie televisiva 2016) (terza stagione)
La terza ed ultima stagione della serie televisiva Bordertown (Sorjonen), composta da 10 episodi, è stata trasmessa in Finlandia su Yle TV1 dal 1º dicembre 2019 al 2 febbraio 2020.
In Italia, la stagione è stata interamente pubblicata su Netflix l'11 maggio 2020.
| n° | Titolo originale            | Titolo italiano                    | Prima TV Finlandia | Pubblicazione Italia |
| -- | --------------------------- | ---------------------------------- | ------------------ | -------------------- |
| 1  | Ihmisen tahra               | La macchina umana                  | 1º dicembre 2019   | 11 maggio 2020       |
| 2  | Ihmispeto, osa 1            | La bestia umana: Parte 1           | 8 dicembre 2019    | 11 maggio 2020       |
| 3  | Ihmispeto, osa 2            | La bestia umana: Parte 2           | 15 dicembre 2019   | 11 maggio 2020       |
| 4  | Poikia ja rakastajia, osa 1 | Figli e amanti: Parte 1            | 22 dicembre 2019   | 11 maggio 2020       |
| 5  | Poikia ja rakastajia, osa 2 | Figli e amanti: Parte 2            | 29 dicembre 2019   | 11 maggio 2020       |
| 6  | Poikia ja rakastajia, osa 3 | Figli e amanti: Parte 3            | 5 gennaio 2020     | 11 maggio 2020       |
| 7  | Nainen peilissä, osa 1      | La signora nello specchio: Parte 1 | 12 gennaio 2020    | 11 maggio 2020       |
| 8  | Nainen peilissä, osa 2      | La signora nello specchio: Parte 2 | 19 gennaio 2020    | 11 maggio 2020       |
| 9  | Shakkitarina, osa 1         | Novella degli scacchi: Parte 1     | 26 gennaio 2020    | 11 maggio 2020       |
| 10 | Shakkitarina, osa 2         | Novella degli scacchi: Parte 2     | 2 febbraio 2020    | 11 maggio 2020       |